# Lab School Paris
Vous pouvez aider à l'améliorer ou bien discuter des problèmes sur sa page de discussion.
- Il ne cite pas suffisamment ses sources. Vous pouvez indiquer les passages à sourcer avec {{référence nécessaire}} ou {{Référence souhaitée}}, et inclure les références utiles en les liant aux notes de bas de page. (Marqué depuis juillet 2025)
- Son texte doit être wikifié : il ne correspond pas à la mise en forme Wikipédia (style, typographie, liens internes, liens entre les wikis, etc.). (Marqué depuis juillet 2025)
- Son ton est trop promotionnel ou publicitaire, voire hagiographique. Le texte doit adopter un ton neutre et encyclopédique. (Marqué depuis décembre 2024)

- Archive Wikiwix
- Bing
- Cairn
- DuckDuckGo
- E. Universalis
- Gallica
- Google
- G. Books
- G. News
- G. Scholar
- Persée
- Qwant
- (zh) Baidu
- (ru) Yandex
- (wd) trouver des œuvres sur Wikidata

La Lab School Paris est une école privée, associative, hors contrat qui propose un enseignement de la primaire à la terminale. Elle met notamment en place un enseignement bilingue, des classes à double niveau et du co-enseignement, en s’appuyant sur des recherches en sciences de l’éducation.
Il existe deux bâtiments en région parisienne : dans le 11e arrondissement pour les classes du CP à la 4e et à Montreuil pour les classes de la 3e à la Terminale.
Depuis la rentrée 2024, cette école propose le cursus du Baccalauréat International (IB) pour la classe de Première et Terminale (ouverture de la classe de Terminale en septembre 2025)

## Histoire
La Lab School Paris a été fondée en 2017 par Pascale Haag, chercheuse et enseignante. Son objectif était de rapprocher la recherche en éducation des pratiques de terrain, en réponse aux problématiques de stress et de mal-être observées chez les élèves et les enseignants.

### Genèse du projet
Selon Pascale Haag, ses recherches en psychologie l’ont conduite à constater le fossé existant entre la recherche universitaire en éducation et la pratique dans les salles de classe. Afin de réduire ce décalage, elle décide de fonder une école qui permettrait un lien plus direct entre les enseignants et les avancées en sciences cognitives, en psychologie ou en sociologie. Dans un entretien accordé à L’Étudiant en 2019, elle déclare :
« C’est face au constat d’un "grand malaise dans le système éducatif" que Pascale Haag, maîtresse de conférence en psychologie à l’EHESS a décidé de fonder la Lab School de Paris, en 2017. Le stress est majeur chez les élèves, les professeurs sont souvent en détresse. Peu de choses ont changé dans la manière d’apprendre ces dernières années, car chercheurs et enseignants travaillent chacun de leur côté. J’ai voulu les rapprocher en m’inspirant de ce modèle, très répandu en Amérique du Nord, d’écoles qui mêlent recherche et enseignement. Ici, des chercheurs viennent faire des interventions ou des études, et ils aident les enseignants en leur donnant des clés. »

### Inspiration et modèle
Haag s’est inspirée des « lab schools » nord-américaines (notamment celle de l’UCLA), caractérisées par une collaboration étroite entre chercheurs et enseignants. Elle exprime également chez Créer son école, l'importance d'avoir dans son établissement tout types d'élèves, et pas « uniquement des personnes d'une élite socio-économique », en mettant en place un système de tranches tarifaires.

### Création de l’école
La mise en œuvre a débuté en 2016 : des parents, des enseignants et des chercheurs ont fondé une association pour structurer le projet. La première année, l'école a été hébergé au Liberté Living Lab, un espace d’innovation situé à Paris 2e.
En 2016-2017, la Lab School Paris a eu des échanges avec le ministère de l’Éducation nationale et le rectorat de Paris, mais n’a pas pu intégrer le système public. Elle a donc ouvert en tant qu’établissement privé hors contrat. Des soutiens financiers de fondations (Fondation Financière de l’Échiquier, Fondation Alter-Equerre, fonds de dotation Savoir) ont permis de proposer des tarifs dégressifs à certains élèves

### Philosophie et objectifs
Selon l’école, son fonctionnement s’appuie sur la théorie de l’autodétermination, qui met en avant trois besoins fondamentaux : la compétence (via un système multi-niveau pour permettre aux élèves de progresser à leur rythme), l’autonomie (les élèves ont une certaine latitude dans l’ordre des apprentissages et participent à des projets visant à développer leur sens de l’organisation) et l’appartenance (l'école cherche à promouvoir la communication non-violente et la médiation par les pairs, afin de favoriser le respect mutuel et la coopération).

### Démarches et rayonnement
La Lab School Paris participe à des initiatives européennes, comme Erasmus+, et collabore avec d’autres « lab schools » pour développer des pratiques pédagogiques. En 2019, elle a rejoint le projet de recherche LabSchoolsEurope: Participatory Research for Democratic Education, aux côtés de lab schools en Allemagne, Autriche, Tchéquie et au Royaume-Uni.
Dans ce cadre, deux projets ont été menés entre 2022 et 2024 :
- Bridges over troubled waters : centré sur les valeurs démocratiques comme fondement d’une citoyenneté active, il a impliqué des échanges entre la France et la République tchèque. Ce projet Erasmus+ (KA2, small scale project) avait comme d'expliciter les valeurs fondatrices de la démocratie, renforcer les compétences civiques et psycho-sociales des élèves, encourager la communication, la coopération et l’esprit d’initiative, et enfin, s’inspirer de récits – passés et contemporains – mettant en jeu des valeurs pour favoriser la résilience et la capacité à surmonter les obstacles.
- We RESiST : visant à sensibiliser les élèves à la lutte contre le changement climatique, à encourager leur esprit critique et leur engagement local et global, à travers une approche interdisciplinaire (sciences, arts, sciences humaines). Le projet vise à promouvoir la citoyenneté active en impliquant les élèves dans toutes les étapes du projet, de la planification à l’exécution, ce qui les pousse à devenir proactifs dans leur environnement. Le projet a également pour ambition de sensibiliser un public plus large aux enjeux climatiques, notamment grâce à la création d’un documentaire et à une enquête explorant les connaissances et comportements liés au climat. Enfin, il cherche à renforcer les compétences des élèves, notamment en recherche, en communication et en pratique, à travers des activités comme la réalisation d’entretiens, le tournage de vidéos, l’analyse de données, la publication des résultats.

## Qu’est-ce qu’unelab school?
Les lab schools (ou « écoles-laboratoires ») sont des établissements liés à des départements universitaires. John Dewey a fondé l’une des premières lab schools à l’Université de Chicago à la fin du XIXe siècle. Parmi les lab schools, on peut citer celle de UCLA en Californie ou celle de Toronto.
Trois activités y sont associées : l’enseignement, la formation et la recherche. Ainsi un lien organique se tisse entre éducation et recherche, qui permet de « développer et de tester de nouvelles approches, en modélisant les meilleures pratiques » (Cucchiara, 2010).
« Le concept de Laboratory School est né aux États-Unis en 1896 lorsque John Dewey a créé une école expérimentale adossée à l’université de Chicago pour tester des innovations pédagogiques. Aujourd’hui, la plupart des Lab Schools poursuivent une double vocation : dispenser un enseignement fondé sur les preuves et contribuer à en disséminer les pratiques. Première du genre en France, la Lab School de Paris n’y fait pas exception. Elle contribue à la formation des enseignants par des projets de recherche-action, par des partenariats avec l’Éducation nationale ou encore en proposant les « bulles d’oxygène » : des rencontres ouvertes à tous les enseignants, un mercredi après-midi par période. L’école est également engagée avec d’autres Lab Schools européennes dans un programme de recherche européen Erasmus+ sur l’éducation démocratique. » (Kaizen, hors série 2022)

### La recherche en action
« À côté de cette vie à l’école, c’est tout un projet de recherche qui a continué à se développer au cours de cette année. "Au départ, j’étais enseignante chercheure à l’EHESS, spécialiste de la grammaire sanskrite. Je me suis réorientée vers un doctorat en psychologie, avec une thèse qui m’a amené à m’interroger sur le stress dans le système éducatif, raconte Pascale Haag. De là, j’ai eu envie d’apporter ma contribution à la recherche sur l’éducation, et j’ai créé le réseau Lab School Network." Le but : fédérer des chercheurs et acteurs de l’éducation en organisant des rencontres et leur permettre d’échanger via une plateforme en ligne, autour de la création de cette "école pilote". "L’objectif, à terme, est de devenir un lieu de formation pour les enseignants et d’essaimer", explique-t-elle. » (Fondation pour l'école - 2018)
Le Lab School Network (LSN) est un réseau d’acteurs d’horizons différents, de citoyens impliqués dans le renouveau éducatif. Créé en novembre 2015, à l’initiative de Pascale Haag, il regroupe des chercheurs, des enseignants, des représentants des pouvoirs publics, des associations, des institutions et des entreprises.
L’établissement se présente comme un lieu d’expérimentation visant à promouvoir des pratiques éducatives fondées sur des preuves (evidence-based), par opposition à des pratiques se basant uniquement sur des méthodes traditionnelles ou non étayées scientifiquement. Le but est également de se baser sur l'implication des équipes, par la collaboration et l'échange autour des recherches.

## Méthodes d’enseignement
L'école déclare adopter une « hybridation pédagogique », d'une part inspirée des approches de Maria Montessori, Célestin Freinet ou John Dewey, d’autre part des recherches actuelles en sciences de l’éducation et dans d’autres champs comme la psychologie, la sociologie, les neurosciences, la philosophie ou l’anthropologie. En concertation avec le conseil pédagogique et les chercheurs du Lab School Network, l’équipe éducative prend en compte les études qui évaluent scientifiquement les pratiques pédagogiques, tant du point de vue de la réussite scolaire que du bien-être à l’école et les met en œuvre avec les enfants.

### Fonctionnement des classes et niveaux
Organisation multi-niveaux : les niveaux de primaire sont répartis en groupes à double niveau (CP/CE1, CE2/CM1, CM2/6e), avec la présence de deux enseignants (un francophone et un anglophone) dans chaque classe.
Collège et lycée : à partir de la 5e, les élèves sont regroupés par niveaux uniques, avec possibilité d’ateliers communs avec la classe de 4e. À partir de la 3e jusqu'en Terminale, les cours sont dispensé au lycée de Montreuil.
La classe de 3e est rattachée au lycée pour réunir la préparation aux examens dans un même lieu, notamment pour le brevet des collèges et pour entamer la préparation au Baccalauréat International.
Chaque niveau compte généralement une quinzaine d’élèves, soit une trentaine par classe à double niveau.

## Les particularités de la Lab School Paris
Ses particularités sont le bilinguisme, co-enseignement et les classes à double niveau.

### Bilinguisme & Co-enseignement
La Lab School Paris applique un modèle de bilinguisme basé sur une immersion réciproque. Dans ce cadre, les disciplines sont enseignées à la fois en français et en anglais, avec des enseignants francophones et anglophones travaillant en binôme. Ce modèle s'appuie également sur la diversité linguistique des élèves, dont les niveaux de maîtrise des deux langues peuvent varier.
Le co-enseignement, inspiré des travaux de Marilyn Friend et Lynn Cook, repose sur la collaboration de deux enseignants dans la même classe. Ce dispositif propose différentes modalités :

#### Modalités du co-enseignement
La co-intervention simultanée permet aux deux enseignants d’enseigner en même temps en français et en anglais. Ils se relaient pour expliquer et clarifier les concepts. Une autre modalité consiste à diviser les élèves en deux groupes afin d’adapter les apprentissages aux niveaux individuels ou de répondre à des besoins particuliers. Enfin, l’un des enseignants peut adopter un rôle d’observation et de soutien, en analysant les interactions ou les difficultés rencontrées pendant que l’autre enseigne. Cette approche invite les enseignants a ajuster leurs pratiques pédagogiques en temps réel.
« La simple présence active de deux enseignants dans la classe induit ainsi une gestion des comportements plus facile, une attention plus grande des élèves. Par ailleurs, il est ainsi plus facile de les remettre à la tâche ou à l’écoute, d’éviter les décrochages trop fréquents ou trop longs, etc. »

#### Perspectives à long terme
Avec le co-enseignement, l'école vise à renouveler les pratiques éducatives et à promouvoir une collaboration accrue, ce modèle renforce l’idée d’une éducation en réseau, où chacun (élèves, enseignants, parents) apprend de l’autre.

### Classes à double niveau
Cette organisation des classes vise à renforcer la collaboration entre pairs, incitant les élèves plus avancés dans certains domaines de soutenir ceux qui progressent plus lentement, renforçant ainsi leurs propres compétences par l’apprentissage actif.
« Les groupes d’élèves sont organisés par cycles de trois ans (définis par l’Éducation nationale). Cette mise en place de classes avec des âges et niveaux différents permet de laisser plus de liberté dans le rythme d’apprentissage de chaque élève. En effet, les plus rapides ne sont pas bloqués par un rythme défini par un niveau. Ils peuvent même, s’ils sont en avance sur une notion par exemple, aider les autres en cas de difficulté. La solidarité permet de faire évoluer tout le monde ! »
Ce modèle vise à permettre aux élèves d'évoluer à leur propre rythme et de participer à des activités adaptées à leurs compétences dans différentes matières, indépendamment de leur niveau scolaire. Par exemple, un élève peut collaborer sur des projets avec des camarades d’un niveau supérieur ou reprendre des notions de base avec un groupe de niveau inférieur, selon ses besoins.